# Vinnie Johnson
Pour les articles homonymes, voir Johnson.
Vincent "Vinnie" Johnson, né le 1er septembre 1956 dans l'arrondissement de Brooklyn à New York, est un ancien joueur américain de basket-ball, joueur clé de l'équipe des Pistons de Détroit qui remporte les titres de champions NBA en 1989 et 1990.

## Biographie
Meneur de jeu d'1,88 m, les capacités de Johnson lui ont permis de suppléer efficacement Isiah Thomas ou Joe Dumars en sortie de banc. Johnson glane le surnom de the microwave (autrement dit le micro-ondes) du meneur des Boston Celtics Danny Ainge pour sa capacité à inscrire beaucoup de points en une courte période et sa « défense instantanée ». Le 19 juin 1990, il inscrit un tir à la dernière seconde, battant les Portland Trail Blazers 92-90 lors du match 5 des Finales NBA, donnant à Detroit le titre de champion.
Les Pistons honorèrent la remarquable carrière de Johnson en retirant le numéro 15 de son maillot lors d'une cérémonie le 27 janvier 2006 au plafond de  salle où évolue les Pistons depuis 1988, The Palace of Auburn Hills. Il fut influencé par Earl Monroe en grandissant et porta alors uniquement le numéro 15, dernier numéro porté par celui-ci, tout au long de sa carrière.
Depuis sa retraite, il a créé une entreprise dans l'industrie automobile.